# Leucocera
Leucocera, rod jednogodišnjeg raslinja i trajnica iz porodice Calyceraceae, rasprostranjenih po južnoameričkim državama Argentina i Čile. Postoji nekoliko vrsta (7), a jedna vrsta (Leucocera sympaganthera ) je uvezena i u amričke državu Pennsylvania. 

## Vrste
1. Leucocera eryngioides (J.Rémy) S.Denham & Pozner
2. Leucocera horrida (Hicken) S.Denham & Pozner
3. Leucocera leucanthema (Poepp. ex Less.) S.Denham & Pozner
4. Leucocera pterocalyx (Zav.-Gallo, S.Denham & Pozner) S.Denham & Pozner
5. Leucocera pusilla (Phil.) S.Denham & Pozner
6. Leucocera sessiliflora (Phil.) S.Denham & Pozner
7. Leucocera sympaganthera (Ruiz & Pav.) S.Denham & Pozner